# 高野光平
高野 光平（たかの こうへい、1987年10月22日 - ）は、日本のタレント、 俳優。埼玉県出身。身長180cm。アミュレート所属。

## 出演作品

### 舞台
- 死ニタマフ事ナカレ 零
- マーカライト・ブルー
- しあわせな王子-音楽朗読劇
- 黄金のコメディフェスティバル2015]
- 映日果-anjir

### TV
- おはスタ（テレビ東京）
- Get Sports（テレビ朝日）
- フルタチさん（フジテレビ）

### WEB
- ドラゴンクエストX TV（2017年）第6期初心者大使リーダー
- コロコロチャンネル
- こうへいのモンストラボ（Boom App Games）
- Kの企画書 （Akiba.TV）
- ファンタシースター ノヴァ キックオフ特番

### ラジオ
- せたジュンのほんのりサジカゲン
- 原宿 Kyogen Lounge

### イベント
- 遊戯王World Championship 2017-MC
- 次世代ワールドホビーフェア
- 静岡ホビーショー
- 東京おもちゃショー